# Champdoré
Champdoré est une ville du Nouveau-Brunswick, située dans le territoire de la commission de services régionaux du Kent, au sud-est de la province. Elle est créée le 1er janvier 2023.

## Géographie
La municipalité s'étend dans le sud-est de la province, en partie dans la vallée de la Bouctouche. Elle est divisée en quatre quartiers.

## Histoire
La municipalité de Champdoré est créée le 1er janvier 2023 par la fusion du village de Saint-Antoine, du DSL de Grand-Saint-Antoine et de portions des DSL de la paroisse de Dundas, de Harcourt, de la paroisse de Sainte-Marie, de la paroisse de Saint-Paul et de la paroisse de Wellington, dans le cadre de la réforme territoriale de la province.

## Politique et administration
La ville est dirigée par un conseil municipal de huit membres, dont le maire, élus pour un mandat de quatre ans. Les premières élections ont eu lieu le 28 novembre 2022.
| Période          | Période  | Identité            | Étiquette | Qualité |
| ---------------- | -------- | ------------------- | --------- | ------- |
| 1er janvier 2023 | en cours | Jean-Pierre Richard |           |         |